# Max Weiss
Miksa (Max) Weiss (21 de juliol de 1857 – 14 de març de 1927), fou un jugador d'escacs jueu d'Àustria.

## Biografia
Weiss va néixer a Sereď, llavors Regne d'Hongria, actualment Eslovàquia. De jove es va mudar a Viena, on hi feu estudis universitaris de matemàtica i física, matèries que posteriorment ensenyà. Va aprendre a jugar als escacs als 12 anys, però no va assolir una força de joc d'alt nivell fins als anys 1880. A partir del 1895, es va retirar de l'alta competició, però es dedicà a promocionar els escacs a Viena, i és considerat un dels impulsors de l'escola vienesa d'escacs. Durant molts anys va treballar per al banc S M von Rothschild a Viena.

## Resultats destacats en competició
- 1880, Graz, primer lloc empatat amb Adolf Schwarz i Johannes von Minckwitz.[1]
- 1882, Viena, desè. Hi guanyà en Johann Zukertort, i entaulà amb el campió del món Wilhelm Steinitz.[2][3]
- 1883, 3r Congrés de la DSB, Nuremberg, desè lloc (el campió fou Szimon Winawer[4]
- 1885, 4t Congrés de la DSB, Hamburg, segon lloc, empatat amb Berthold Englisch i Siegbert Tarrasch.[5]
- 1887, Frankfurt, empatat als llocs 2n-3r amb Joseph Henry Blackburne.
- 1888, Bradford, empatat al sisè lloc amb Blackburne.
- 1889, Nova York, (6è Congrés Americà), 1r lloc, empatat amb Mikhaïl Txigorin i per davant d'Isidor Gunsberg i Blackburne. Hi va fer una excel·lent puntuació de (+ 24 − 4 = 10)[6]
- 1889, Breslau, tercer.
- 1890, Memorial Kolisch, Viena, primer lloc, per davant de Johann Bauer i Englisch.[7]

### Aspirant al Campionat del món
El Torneig d'escacs de Nova York 1889 es va organitzar per determinar l'aspirant al Campionat del món d'escacs, però dels dos primers classificats, ni Txigorin (que ja havia perdut un recent matx contra Steinitz) ni Weiss varen acabar disputant el títol a Steinitz. En el cas de Weiss, havia de tornar a la seva feina (treballava a Europa per al Banc Rothschild).
En qualsevol cas, tot i que havia arribat a ser un dels primers jugadors del món, i s'havia guanyat el dret a disputar un matx pel títol mundial, Weiss va abandonar els torneigs de primer nivell a partir del torneig de Nova York 1889, i ja només va jugar torneigs locals a Viena. El 1895, però, encara va guanyar Georg Marco en un matx, (+ 5 − 1 = 1), i empatà al primer lloc amb Carl Schlechter el 1895/96 al torneig d'hivern de Viena.

## Rànquing mundial
El seu millor rànquing Elo s'ha estimat en 2727 punts, pel juliol de 1889, moment en què tenia 32 anys, cosa que el situaria en quart lloc mundial en aquella data. Segons chessmetrics, va ser el tercer millor jugador mundial en 8 diferents mesos, entre l'agost de 1887 i el juny de 1890.

## Obres
Weiss va publicar diverses obres d'escacs: Schach-Meistersteich (Mühlhausen 1918), Kleines Schachlehrbuch (Mühlhausen 1920), i la col·lecció de problemes Caissa Bambergensis (Bamberg 1902).